# Никки, дьявол-младший
«Никки, дьявол-младший» (англ. Little Nicky) — кинокомедия 2000 года. События фильма происходят в одной вымышленной вселенной с несколькими другими фильмами Адама Сэндлера.

## Производство
В конце 1990-х Джон МакНотон разрабатывал идею приквела фильма «Кошмар на улице Вязов» (1984) с подзаголовком «Первые убийства», но «New Line Cinema» приняла решение в пользу производства «Никки, дьявол-младший».

## Сюжет
Когда подошло время дьяволу передать ад одному из своих наследников и уйти на покой, он решил оставить власть за собой. Но двоим из них это не понравилось и они решают бежать на землю, чтобы там сотворить свой ад. От того, что дети оказались на земле, дьявол стал распадаться на части. Он посылает за мятежными братьями своего младшего и любимого сына, Никки.
Никки, в отличие от своих братьев — добрый и вежливый юноша, правда, он простоват и пытается делать страшный голос. Он очень любит отца и изо всех сил старается отыскать беглецов. Те, в свою очередь, вселяются в разных влиятельных людей и искушают смертных провокационными воззваниями и указами. Юному дьяволёнку помогает говорящий пёс, отрекомендовавшийся как приятель дьявола, но, видимо, посланный райскими обитателями. Почти сразу Никки знакомится с нелепой, но хорошей девушкой Валери, и они влюбляются друг в друга. К дьяволу-младшему присоединяются двое жизнерадостных дьяволопоклонников, обрадованные его прибытием на землю, и его сосед по съёмной квартире, неудачливый актёр, которого прочие соратники Никки постоянно уличают в гомосексуальности.
У Никки есть артефакт — фляга, в которую можно заточить обоих мятежных сыновей дьявола. Ему относительно просто удаётся обмануть тупого силача Кассиуса, но с коварным красавчиком Адрианом приходится побороться. Никки в процессе борьбы узнаёт, что его матерью была одна из ангелов, и ему доступны не только силы зла, но и добра (к которым он более склонен в силу мягкого характера). С их помощью он и побеждает Адриана.
В итоге дьявол вновь обретает своё тело, Никки переселяется на землю и женится на Валери, и у прочих героев, кроме мятежников, всё складывается достаточно хорошо.

## В ролях
| Актёр             | Роль               |
| ----------------- | ------------------ |
| Адам Сэндлер      | Никки              |
| Патриция Аркетт   | Валери Веран       |
| Рис Иванс         | Адриан             |
| Томми Листер      | Кассиус            |
| Харви Кейтель     | дьявол             |
| Аллен Коверт      | Тодд               |
| Роберт Шмигель    | мистер Бифи        |
| Лаура Хэрринг     | миссис Дунливи     |
| Родни Дэнджерфилд | дедушка (Люцифер)  |
| Джонатан Лоугрэн  | Джон               |
| Питер Данте       | Питер              |
| Дана Карви        | рефери             |
| Майкл Маккин      | шеф полиции        |
| Кевин Нилон       | привратник         |
| Риз Уизерспун     | Холли (мать Никки) |
| Блейк Кларк       | демон Джимми       |
| Кристофер Кэрролл | Гитлер             |
| Джесс Харнелл     | Гэри, монстр       |

Камео
| Актёр               | Роль                                 |
| ------------------- | ------------------------------------ |
| Оззи Осборн         | в роли самого себя                   |
| Билл Уолтон         | в роли самого себя                   |
| Дэн Марино          | в роли самого себя                   |
| Генри Уинклер       | в роли самого себя                   |
| Роб Шнайдер         | Тауни                                |
| Карл Уэзерс         | Чаббс                                |
| Клинт Ховард        | Нипплс                               |
| Джон Ловитц         | подсматривающий Пепер                |
| Гарлем Глобтроттерс | в роли самих себя                    |
| Квентин Тарантино   | слепой священник Дикон               |
| Джон Уизерспун      | уличный торговец                     |
| Эллен Клегхорн      | мать на игре Гарлем Глобтроттерс     |
| Льюис Аркетт        | кардинал                             |
| Джордж Уоллес       | мэр Нью-Йорка Ренфольд               |
| Фрэнк Сиверо        | диктор в зале выпускников            |
| Джон Фарли          | мишень дартса                        |
| Лия Дон Лейл        | Криста                               |
| Джеки Сэндлер       | Дженна                               |
| Реджис Филбин       | в роли самих себя                    |
| Радиомэн            | В роли самого себя (удалённая сцена) |

## Съёмочная группа
- Оператор — Тео Ван де Санде
- Сценарий — Тим Херлихи, Адам Сэндлер, Стивен Брилл
- Продюсеры — Роберт Симондс, Джек Джаррапуто
- Монтаж — Джефф Гурсон
- Композитор — Тедди Кастеллуччи
- Художник — Перри Энделин Блэйк
- Костюмы — Эллен Луттер
- Спецэффекты — Джон Салливэн
- Кастинг — Роджер Массенден

## Саундтрек
- Van Halen — «Running with the Devil»
- P.O.D. — «School of Hard Knocks»
- Incubus — «Pardon Me»
- Deftones — «Change (In the House of Flies)»
- Foo Fighters — «Everlong»
- Cypress Hill — «(Rock) Superstar»
- Insolence — «Natural High»
- Linkin Park — «Points of Authority»
- Disturbed — «Stupify» (Fu’s Forbidden Little Nicky Remix)
- Unloco — «Nothing»
- Powerman 5000 — «When Worlds Collide»
- Muse — «Cave»
- Filter — «Take a Picture»
- Scorpions — «Rock You Like a Hurricane»
- Deftones — «Be Quiet and Drive (Far Away) (Acoustic)»
- AC/DC — «Highway to Hell»
- Ozzy Osbourne — «Mama, I’m Coming Home»
- Kool and the Gang — «Ladies Night»
- Zebrahead — «Now or Never»